# Mijajlovac
Mijajlovac (cyr. Мијајловац) – wieś w Serbii, w okręgu rasińskim, w gminie Trstenik. W 2011 roku liczyła 491 mieszkańców.